# Sheldonhurst
Sheldonhurst Limited war ein britischer Hersteller von Automobilen.

## Unternehmensgeschichte
Terry Sands, der zuvor Classic Reproductions leitete, und Bill Cook gründeten 1984 das Unternehmen in Tyseley bei Birmingham. Sie begannen mit der Produktion von Automobilen und Kits. Der Markenname lautete Sheldonhurst. 1985 verließ Sands das Unternehmen und gründete Alternative Vehicle Centre. 1986 endete die Produktion.

## Fahrzeuge
Californian und Speedster waren Nachbildungen des Porsche 356. Die Basis bildete wahlweise das Fahrgestell vom VW Käfer mit Heckmotor oder ein selbst entwickeltes Fahrgestell für den Boxermotor vom Alfa Romeo Alfasud. 1985 endete die Produktion dieses Modells.
Zwischen 1985 und 1986 bot das Unternehmen den XK 120 an. Diese Nachbildung des Jaguar XK 120 war sowohl auf Basis des Ford Pinto als auch mit einem Leiterrahmen und vielen Teilen vom Jaguar XJ 6 erhältlich.
Die Cobra, eine Nachbildung des AC Cobra mit dem Vierzylindermotor vom MG B, stand von 1984 bis 1986 im Sortiment. Brightwheel Replicas setzte die Produktion unter eigenem Markennamen fort.
Auch der Mongoose wurde von 1984 bis 1985 bei Sheldonhurst gefertigt. Er war von einem Ford Modell T in Rennwagenausführung von etwa 1927 inspiriert. Die Basis bildete ein Ford Cortina. Darauf wurde eine offene zweisitzige Karosserie montiert.
Ein Einzelstück blieb die von 1984 bis 1986 hergestellte Bugatti Type 49 Replica, eine Nachbildung eines Bugatti Type 49.